# John Hans Adler
John Hans Adler (geboren als Hans Adler 16. November 1912 in Tachau, Österreich-Ungarn; gestorben 7. April 1980 in Chevy Chase (Maryland)) war ein US-amerikanischer Entwicklungsökonom.

## Leben
Hans Adler war ein Sohn des Fabrikanten August Adler und der Lilly Beck. Er studierte ab 1931 Jura an der Deutschen Universität Prag und leistete von 1934 bis 1936 Wehrdienst in der Tschechoslowakischen Armee. 1937 wurde er promoviert. Im Oktober 1938 ging er mit einem Studentenvisum in die USA und studierte Wirtschaftswissenschaften an der Columbia University. In der Zwischenzeit kam es zur nationalsozialistischen Zerschlagung der Tschechoslowakei. 1939 heiratete er die Fotografin Vilma Rabl, sie hatten zwei Kinder. 
1940 machte er einen M.A. an der Yale University und arbeitete dort bis 1942 als Assistent am Institut für internationale Studien. In der Folge arbeitete er als Instructor am Oberlin College, als Volkswirt beim Federal Reserve Board und im Kriegsministerium bei der Auswertung der ökonomischen Wirkung des Luftkriegs der Alliierten. 1945 erhielt er die amerikanische Staatsbürgerschaft, seit 1941 nannte er sich John Hans Adler. Nach Kriegsende wurde er in Wien in der Alliierten Kontrollkommission eingesetzt. 1946 wurde er an der Yale University mit der Dissertation Determinants of the Volume of Foreign Trade promoviert. 
Im Jahr 1950 trat er in die International Bank for Reconstruction and Development ein und arbeitete dort bis zu seiner Pensionierung 1978 zunächst als Direktor des Economic Development Institute und anschließend als Direktor der Planungs- und Budgetabteilung. Er gehörte dem Beirat der Weltbank an.  
Adler war Mitglied der American Economic Association, der Royal Economic Society und der Society for Economic Development.

## Schriften (Auswahl)
- British and American Shipping Policies: A Problem and a Proposal. New Haven, 1943
- The Underdeveloped Areas: Their Industrialization. 1949
- John H. Adler, Eugene R. Schlesinger, Ernest C. Olson: Public finance and economic development in Guatemala. Stanford: Univ. Press, 1952
- (Hrsg.): Capital movements and economic development. International Economic Association. London: MacMillan, 1967